# Hungarofilm
Hungarofilm ist eine 1956 gegründete ungarische Filmproduktionsfirma, die insbesondere für den internationalen Vertrieb von Filmen verantwortlich ist.
Das Unternehmen wurde im Zuge der völligen Umstrukturierung der ungarischen Filmindustrie nach dem Zweiten Weltkrieg gegründet. Schnell wurde es für alle Aspekte der internationalen Filmbeziehungen zuständig. Ihre Aufgaben umfassten die Herstellung von Druckerzeugnissen und deren Verteilung sowie die organisatorische wie personelle Organisation im internationalen Kontakt zu anderen Filmindustrien. Hinzu kam die Organisation der Einladungen internationaler Gäste zur Ungarischen Filmwoche. Politisch ging es darum, das ungarische politische Regime international über die Filmarbeit zu legitimieren. Es kam auch zu internationalen Ko-Produktionen.
Bei der Oscarverleihung 1966 (für Nyitány) und Oscarverleihung 1967 (für Részletek J. S. Bach Máté passiójából) war die Hungarofilm jeweils für den Oscar in der Kategorie Oscar für den besten Dokumentar-Kurzfilm nominiert.

## Filmografie (Auswahl)
- 1965: Ferien mit Piroschka
- 1965: Nyitány (Kurzdokumentarfilm)
- 1966: Részletek J. S. Bach Máté passiójából (Kurzdokumentarfilm)
- 1973: Feuerwehrgasse 25 (Tüzoltó utca 25)
- 1973: Mein Onkel Benjamin
- 1975: Sisyphus (Kurzfilm)
- 1981: Vuk – Der kleine Fuchs (Vuk)